# Treriksröset
La Fita dels tres països (Treriksröset en suec; Treriksrøysa en noruec; Kolmen valtakunnan rajapyykki en finès) és el punt en què es troben les fronteres internacionals de Suècia, Noruega i Finlàndia. És un exemple d'un accident geogràfic conegut com un punt d'intersecció triple.
El nom també pot ser traduït al català com a "Treriksröset", i es nomena per al monument de pedres erigit el 1897 pels governs de Noruega i Rússia (que administrava Finlàndia en el moment). El govern suec no va posar-se d'acord sobre una comissió de límits amb els noruecs, i no contribuïren amb la seva pedra fins al 1901. Aquest és el punt més septentrional de Suècia i també ho és de la part continental de la Finlàndia occidental (el punt de Finlàndia més occidental és a l'illa de Märket).
El monument trifini en si és un tronc de color beix cònic de formigó, situada a uns 10 metres al terme amb el llac Goldajärvi (també conegut com a llac Koltajauri). Es troba a 489 metres sobre el nivell del mar. El monument va ser construït el 1926. La mida és d'uns 14 metres quadrats amb diàmetre d'uns 4 metres.
S'hi arriba caminant 11 quilòmetres de Kilpisjärvi a Finlàndia a la via pública. A l'estiu, es pot arribar en vaixell des de Kilpisjärvi a més d'uns 3 quilòmetres a peu.

## Clima
| Dades climàtiques a Treriksröset | Dades climàtiques a Treriksröset | Dades climàtiques a Treriksröset | Dades climàtiques a Treriksröset | Dades climàtiques a Treriksröset | Dades climàtiques a Treriksröset | Dades climàtiques a Treriksröset | Dades climàtiques a Treriksröset | Dades climàtiques a Treriksröset | Dades climàtiques a Treriksröset | Dades climàtiques a Treriksröset | Dades climàtiques a Treriksröset | Dades climàtiques a Treriksröset | Dades climàtiques a Treriksröset |
| Mes                              | gen                              | febr                             | març                             | abr                              | maig                             | juny                             | jul                              | ag                               | set                              | oct                              | nov                              | des                              | anual                            |
| -------------------------------- | -------------------------------- | -------------------------------- | -------------------------------- | -------------------------------- | -------------------------------- | -------------------------------- | -------------------------------- | -------------------------------- | -------------------------------- | -------------------------------- | -------------------------------- | -------------------------------- | -------------------------------- |
| Màxima mitjana °C (°F)           | −9 (16)                          | −9 (16)                          | −4 (25)                          | −2 (28)                          | 4 (39)                           | 10 (50)                          | 12 (54)                          | 12 (54)                          | 6 (43)                           | −1 (30)                          | −4 (25)                          | −7 (19)                          | 0.7 (33.3)                       |
| Mínima mitjana °C (°F)           | −20 (−4)                         | −20 (−4)                         | −16 (3)                          | −7 (19)                          | −2 (28)                          | 4 (39)                           | 7 (45)                           | 4 (39)                           | 0 (32)                           | −5 (23)                          | −12 (10)                         | −18 (0)                          | −7.1 (19.2)                      |
| Font: SMHI.se                    |                                  |                                  |                                  |                                  |                                  |                                  |                                  |                                  |                                  |                                  |                                  |                                  |                                  |